# Le avventure di Pinocchio (film, 1947)
Pour les articles homonymes, voir Pinocchio et Adaptations de Pinocchio au cinéma et à la télévision.
Pour plus de détails, voir Fiche technique et Distribution.
Le avventure di Pinocchio est un film d'aventures fantastiques italien réalisé par Giannetto Guardone et sorti en 1947.
Deuxième adaptation cinématographique italienne du conte Les Aventures de Pinocchio (1881) de Carlo Collodi, après Pinocchio de Giulio Antamoro (1911). Pour la première fois, Pinocchio est interprété par un enfant, Alessandro Tomei, en costume de marionnette. Tourné à Viareggio, il bénéficie de la contribution de grands acteurs et techniciens. Dans le rôle du Pêcheur vert apparaît un Vittorio Gassman à peine reconnaissable grâce à son maquillage.

## Synopsis
Mastro Antonio, surnommé Mastro Ciliegia en raison de son nez qui ressemble à celui d'une cerise mûre, donne à son ami Geppetto un morceau de bois qu'il sculpte pour en faire une marionnette qu'il appelle Pinocchio. Bientôt, la marionnette prend vie, s'anime et commence à faire des bêtises. Le Grillon parlant, qui vit dans la maison de Geppetto depuis plus de 100 ans, le gronde, et il lui lance un marteau pour le faire taire. Après s'être brûlé les pieds, il promet d'aller à l'école et Geppetto lui achète le livre d'orthographe. Cependant, Pinocchio vend le livre d'orthographe pour aller au grand théâtre de marionnettes, mais il le regrette lorsqu'il découvre qu'il a affaire à Mangiafuoco, qui veut d'abord le punir, mais qui lui donne ensuite cinq pièces d'or lorsque Pinocchio lui raconte l'histoire de son pauvre père Geppetto.
En chemin, Pinocchio rencontre le Chat et le Renard qui, dans l'intention de lui voler ses pièces, lui font croire que s'il sème ses pièces dans le Champ des Miracles, un arbre plein de pièces d'or poussera. Plus tard, pour prendre de force les pièces de Pinocchio, ils se déguisent en bandits et pendent Pinocchio à un arbre. Pinocchio est sauvé par une belle fille aux cheveux turquoise, qui le soigne et lui demande où il a mis les pièces d'or. Pinocchio lui raconte des mensonges ce qui a pour conséquence d'allonger son nez. Pinocchio promet de ne plus mentir et la fée le renvoie chez Geppetto. En rentrant chez Geppetto, Pinocchio rencontre à nouveau le Chat et le Renard qui, cette fois, réussissent à lui voler les pièces par ruse. Pinocchio dénonce le vol à un juge qui le met lui-même en prison. Libéré, Pinocchio court vers la Fée mais découvre que celle-ci est morte à cause de sa faute.
Pinocchio se désespère et demande de la nourriture aux passants qui lui disent que s'il veut manger, il doit faire quelque chose en retour et il refuse. Il accepte cependant qu'une femme apporte la cruche chez elle ; Pinocchio obtient d'abord la permission de boire dans la cruche et, en arrivant chez la femme, découvre qu'il s'agit de la Fée bleue ressuscitée. La fée lui promet que s'il est sage et va à l'école, elle fera de lui un vrai garçon. Pinocchio accepte, va à l'école et devient un bon garçon, mais il rencontre alors un garçon apathique nommé Lucignolo, qui le convainc de partir avec lui au pays des jouets, un endroit où tous les garçons peuvent faire ce qu'ils veulent et où il n'y a pas d'école ni de parents. Pinocchio accepte et part avec Lucignolo au pays des jouets, mais au bout d'un certain temps, lui et Lucignolo sont transformés en ânes, pour les punir de ne pas être allés à l'école, parce que le pays des jouets a été ensorcelé et parce que les enfants qui y sont devenus fous se transforment en ânes. Lucignolo est destiné à travailler aux champs tandis que Pinocchio est destiné à travailler dans un cirque. La fée le transforme à nouveau en marionnette. Pinocchio part à la recherche de Geppetto dans la mer mais il est attrapé par le terrible pêcheur vert qui le prend pour un poisson et décide de le faire frire dans une poêle mais Pinocchio parvient à se sauver et à retourner dans la mer où il est avalé par le terrible poisson-chien. Dans le ventre du monstre, Pinocchio retrouve Geppetto, tous deux sortent de la gueule du cétacé, nagent dans la mer, atteignent la terre ferme et rencontrent le Chat et le Renard qui se sont échoués, Pinocchio appelle alors les gendarmes et le Chat et le Renard s'enfuient. Pinocchio s'occupe de son père et, après un certain temps, devient un vrai garçon.

## Fiche technique
- Titre original italien : Le avventure di Pinocchio[1]
- Réalisateur : Giannetto Guardone
- Scénario : Giancarlo Fusco (it), Giannetto Guardone d'après le roman Les Aventures de Pinocchio (1881) de Carlo Collodi
- Photographie : Carlo Fiore
- Montage : Mario Serandrei
- Musique : Alessandro Cicognini
- Effets spéciaux : Ido Puccinelli
- Décors : Renato Santini (it)
- Production : Giuseppe Pagliarini (it)
- Société de production : Fiaba Film, Excelsa Film
- Pays de production :  Italie
- Langue originale : italien
- Format : Noir et blanc - 1,37:1 - Son mono - 35 mm
- Durée : 100 minutes
- Genre : Film d'aventures fantastiques
- Dates de sortie :
  - Italie : 1947 (visa délivré le 18 décembre 1947[1])
  - Allemagne de l'Est : 13 décembre 1970 (diffusion télévisuelle)

## Distribution
- Alessandro Tomei : Pinocchio
- Mariella Lotti : Fatina, la fée bleue
- Vittorio Gassman : Pêcheur vert
- Luigi Pavese : Maître Cerise
- Erminio Spalla : Mangiafuoco
- Dante Maggio : gendarme
- Augusto Contardi : Geppetto
- Giuffrida Bartelloni : prisonnier
- Franco Scaruggi : aubergiste
- Guglielmo Selvaggio : Lucignolo
- Pietro Tommei : Le Chat
- Angelo Taddeoli : Le Renard
- Antonio Morgante : Le Héraut
- Cristina Pagliarini : Le Grillon parlant
- Guglielmo De Rosa : Le Corbeau
- Renata Biancoli : La Chouette
- Giuseppe Giuffrida : Le Juge
- Valerio Cappellini : Le commissaire-priseur
- Aurelio Valvo : Le Beurrier
- Mario Maffei : le carabinier
- Riccardo Billi : Carabinier